# Immeuble au 18, rue des Clefs à Munster
L'immeuble au 18, rue des Clefs est un monument historique situé à Munster, dans le département français du Haut-Rhin.

## Localisation
Ce bâtiment est situé au 18, rue des Clefs à Munster.

## Historique
L'édifice fait l'objet d'une inscription au titre des monuments historiques depuis 1985.

## Architecture

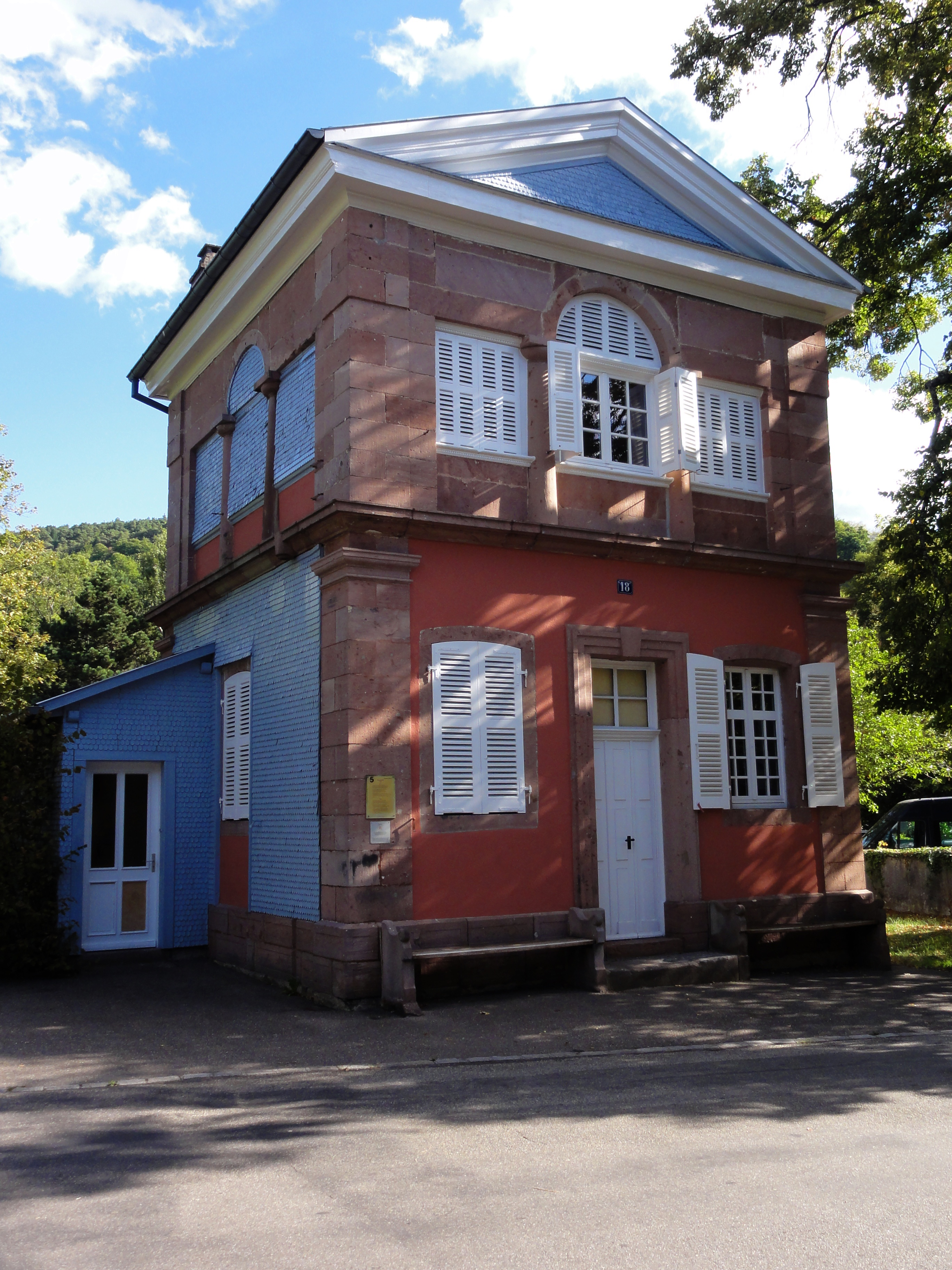